# Open d'Australie (taekwondo)
Pour les articles homonymes, voir Open d'Australie (homonymie).
L’Open d'Australie est une compétition de taekwondo organisée chaque année. La première édition de ce tournoi sous le label « WTF » voit le jour en 2012.

## Lieu des éditions
| Lieu       | Année | Année | Année | Année |
| Lieu       | 12    | 14    | 15    | 19    |
| ---------- | ----- | ----- | ----- | ----- |
| Gold Coast |       |       |       |       |
| Sydney     |       |       |       |       |
| Melbourne  |       |       |       |       |
| Carrara    |       |       |       |       |

## Palmarès hommes
| WTF-G2 | WTF-G2         | WTF-G2            | WTF-G2            | WTF-G2             | WTF-G2            | WTF-G2           | WTF-G2         | WTF-G2          |
| Année  | -54 kg         | -58 kg            | -63 kg            | -68 kg             | -74 kg            | -80 kg           | -87 kg         | +87 kg          |
| ------ | -------------- | ----------------- | ----------------- | ------------------ | ----------------- | ---------------- | -------------- | --------------- |
| 2019   | Omar Sharaky   | Jack Woolley      | Mikhaïl Artamonov | Aleksey Denisenko  | Seif Eissa        | Maksim Khramtsov | Hidenori Ebata | Guilherme Félix |
| 2015   | Kim Tae-hun    | Nursultan Mamayev | Lee Dae-hoon      | Eduardo Longobardi | Huang Jiannam     | Torann Maizeroi  | Lee Seung-hwan | Dmitriy Shokin  |
| 2014   | Logan Gerick   | Cha Tae-moon      | Tumenbayar Molom  | Tom Afonczenko     | Nikita Rafalovich | Aaron Cook       | Chang Kai      | Cha Dong-min    |
| WTF-G1 |                |                   |                   |                    |                   |                  |                |                 |
| 2012   | Cameron Sutton | Daniel Marinac    | Thomas Auger      | Cem Kharmann       | Jack Marton       | Hader Shkara     | Dafydd Sanders | Byron Coleborne |

## Palmarès femmes
| WTF-G2 | WTF-G2                 | WTF-G2           | WTF-G2          | WTF-G2         | WTF-G2            | WTF-G2           | WTF-G2         | WTF-G2          |
| Année  | -46 kg                 | -49 kg           | -53 kg          | -57 kg         | -62 kg            | -67 kg           | -73 kg         | +73 kg          |
| ------ | ---------------------- | ---------------- | --------------- | -------------- | ----------------- | ---------------- | -------------- | --------------- |
| 2019   | Natalia Antipenko      | Lin Wei-Chun     | Su Po-Ya        | Lu Zongshi     | Maria Alvarez     | Guo Yunfei       | Oh Hye-ri      | Reba Stewart    |
| 2015   | Panipak Wongpattanakit | Chanatip Sonkham | Wu Jingyu       | Lee Ah-Reum    | Zhang Hua         | Haby Niaré       | Zheng Shuyin   | An Sae-bom      |
| 2014   | Kyriaki Kouttouki      | Kim Da-Hwi       | Huang Yun-wen   | Tseng Li-Cheng | Ashley Kraayeveld | Haby Niaré       | Reshmie Oogink | Gwladys Épangue |
| WTF-G1 |                        |                  |                 |                |                   |                  |                |                 |
| 2012   | Cassandra Wilcox       | Jasmine Branca   | Caroline Marton | Chynea Lang    | Enise Ayanlar     | Cheyenne Cameron | Non disputé    | Non disputé     |